# 维勒加
维勒加（法語：Villegats，法語發音：[vilɡa]）是法国厄尔省的一个市镇，属于埃夫勒区。

## 地理
维勒加（48°59'59"N, 1°27'44"E）面积3.58 平方千米，位于法国诺曼底大区厄尔省，该省份为法国北部内陆省份，北起滨海塞纳省，西接奧恩省和卡爾瓦多斯省，南至厄尔-卢瓦省，东临瓦兹省、瓦兹河谷省和伊夫林省。
与维勒加接壤的市镇（或旧市镇、城区）包括：绍富尔莱博尼耶尔、克拉旺。

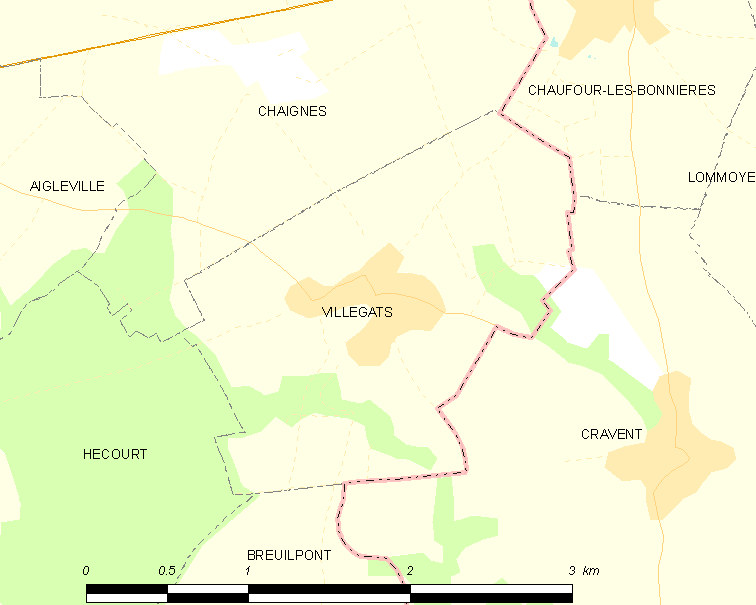
维勒加的OSM定位图

维勒加的时区为UTC+01:00、UTC+02:00（夏令时）。

## 行政
维勒加的邮政编码为27120，INSEE市镇编码为27689。

## 政治
维勒加所属的省级选区为厄尔河畔帕西县。

## 人口

1962-2008年间维勒加人口变化图示

维勒加于2022年1月1日时的人口数量为353人。